# Молодіжна збірна Куби з футболу
Молодіжна збірна Куби з футболу — національна молодіжна футбольна збірна Куби, що складається із гравців віком до 20 років. Вважається основним джерелом кадрів для підсилення складу основної збірної Куби. Керівництво командою здійснює Футбольна асоціація Куби.
Команда має право участі у молодіжних чемпіонатах світу та молодіжних чемпіонатах КОНКАКАФ, а також може брати участь у товариських і регіональних змаганнях.

## Чемпіонат світу U-20
| Чемпіонат світу U-20 | Чемпіонат світу U-20 | Чемпіонат світу U-20 | Чемпіонат світу U-20 | Чемпіонат світу U-20 | Чемпіонат світу U-20 | Чемпіонат світу U-20 | Чемпіонат світу U-20 | Чемпіонат світу U-20 |
| Господар / Рік       | Результат            | І                    | В                    | Н                    | П                    | Г+                   | Г-                   |                      |
| -------------------- | -------------------- | -------------------- | -------------------- | -------------------- | -------------------- | -------------------- | -------------------- | -------------------- |
| 1977                 | не кваліфікувалася   | не кваліфікувалася   | не кваліфікувалася   | не кваліфікувалася   | не кваліфікувалася   | не кваліфікувалася   | не кваліфікувалася   | не кваліфікувалася   |
| 1977                 | не кваліфікувалася   | не кваліфікувалася   | не кваліфікувалася   | не кваліфікувалася   | не кваліфікувалася   | не кваліфікувалася   | не кваліфікувалася   | не кваліфікувалася   |
| 1981                 | не кваліфікувалася   | не кваліфікувалася   | не кваліфікувалася   | не кваліфікувалася   | не кваліфікувалася   | не кваліфікувалася   | не кваліфікувалася   | не кваліфікувалася   |
| 1983                 | не кваліфікувалася   | не кваліфікувалася   | не кваліфікувалася   | не кваліфікувалася   | не кваліфікувалася   | не кваліфікувалася   | не кваліфікувалася   | не кваліфікувалася   |
| 1985                 | не кваліфікувалася   | не кваліфікувалася   | не кваліфікувалася   | не кваліфікувалася   | не кваліфікувалася   | не кваліфікувалася   | не кваліфікувалася   | не кваліфікувалася   |
| 1987                 | не кваліфікувалася   | не кваліфікувалася   | не кваліфікувалася   | не кваліфікувалася   | не кваліфікувалася   | не кваліфікувалася   | не кваліфікувалася   | не кваліфікувалася   |
| 1989                 | не кваліфікувалася   | не кваліфікувалася   | не кваліфікувалася   | не кваліфікувалася   | не кваліфікувалася   | не кваліфікувалася   | не кваліфікувалася   | не кваліфікувалася   |
| 1991                 | не кваліфікувалася   | не кваліфікувалася   | не кваліфікувалася   | не кваліфікувалася   | не кваліфікувалася   | не кваліфікувалася   | не кваліфікувалася   | не кваліфікувалася   |
| 1993                 | не кваліфікувалася   | не кваліфікувалася   | не кваліфікувалася   | не кваліфікувалася   | не кваліфікувалася   | не кваліфікувалася   | не кваліфікувалася   | не кваліфікувалася   |
| 1995                 | не кваліфікувалася   | не кваліфікувалася   | не кваліфікувалася   | не кваліфікувалася   | не кваліфікувалася   | не кваліфікувалася   | не кваліфікувалася   | не кваліфікувалася   |
| 1997                 | не кваліфікувалася   | не кваліфікувалася   | не кваліфікувалася   | не кваліфікувалася   | не кваліфікувалася   | не кваліфікувалася   | не кваліфікувалася   | не кваліфікувалася   |
| 1999                 | не кваліфікувалася   | не кваліфікувалася   | не кваліфікувалася   | не кваліфікувалася   | не кваліфікувалася   | не кваліфікувалася   | не кваліфікувалася   | не кваліфікувалася   |
| 2001                 | не кваліфікувалася   | не кваліфікувалася   | не кваліфікувалася   | не кваліфікувалася   | не кваліфікувалася   | не кваліфікувалася   | не кваліфікувалася   | не кваліфікувалася   |
| 2003                 | не кваліфікувалася   | не кваліфікувалася   | не кваліфікувалася   | не кваліфікувалася   | не кваліфікувалася   | не кваліфікувалася   | не кваліфікувалася   | не кваліфікувалася   |
| 2005                 | не кваліфікувалася   | не кваліфікувалася   | не кваліфікувалася   | не кваліфікувалася   | не кваліфікувалася   | не кваліфікувалася   | не кваліфікувалася   | не кваліфікувалася   |
| 2007                 | не кваліфікувалася   | не кваліфікувалася   | не кваліфікувалася   | не кваліфікувалася   | не кваліфікувалася   | не кваліфікувалася   | не кваліфікувалася   | не кваліфікувалася   |
| 2009                 | не кваліфікувалася   | не кваліфікувалася   | не кваліфікувалася   | не кваліфікувалася   | не кваліфікувалася   | не кваліфікувалася   | не кваліфікувалася   | не кваліфікувалася   |
| 2011                 | не кваліфікувалася   | не кваліфікувалася   | не кваліфікувалася   | не кваліфікувалася   | не кваліфікувалася   | не кваліфікувалася   | не кваліфікувалася   | не кваліфікувалася   |
| 2013                 | груповий етап        | 3                    | 0                    | 0                    | 3                    | 1                    | 10                   |                      |
| 2015                 | не кваліфікувалася   | не кваліфікувалася   | не кваліфікувалася   | не кваліфікувалася   | не кваліфікувалася   | не кваліфікувалася   | не кваліфікувалася   | не кваліфікувалася   |
| 2017                 | не кваліфікувалася   | не кваліфікувалася   | не кваліфікувалася   | не кваліфікувалася   | не кваліфікувалася   | не кваліфікувалася   | не кваліфікувалася   | не кваліфікувалася   |
| 2019                 | не кваліфікувалася   | не кваліфікувалася   | не кваліфікувалася   | не кваліфікувалася   | не кваліфікувалася   | не кваліфікувалася   | не кваліфікувалася   | не кваліфікувалася   |
| 2023                 | не кваліфікувалася   | не кваліфікувалася   | не кваліфікувалася   | не кваліфікувалася   | не кваліфікувалася   | не кваліфікувалася   | не кваліфікувалася   | не кваліфікувалася   |
| 2025                 | квал.                | квал.                | квал.                | квал.                | квал.                | квал.                | квал.                | квал.                |
| Разом                | 2/24                 | 3                    | 0                    | 0                    | 3                    | 1                    | 10                   |                      |